# ليز روي
ليز روي هي ممثلة كندية، ولدت في 1954 في كندا.

## أعمال

### أفلام
- (2003) الغزوات البربرية[5]

## وصلات خارجية
- ليز روي على موقع IMDb (الإنجليزية)
- ليز روي على موقع ألو سيني (الفرنسية)
- ليز روي على موقع أول موفي (الإنجليزية)
- ليز روي على موقع قاعدة بيانات الفيلم (الإنجليزية)
- ليز روي على موقع كينوبويسك (الروسية)